# Rue du Salé
La rue du Salé (en occitan : carrièra del Salat) est une voie de Toulouse, chef-lieu de la région Occitanie, dans le Midi de la France.

## Situation et accès

### Description
La rue du Salé est une voie publique. Elle relie les quartiers Arnaud-Bernard et Saint-Georges.
Elle naît perpendiculairement à la rue Charles-de-Rémusat, au niveau du carrefour qui se forme avec la rue de Périgord, et connu jusqu'au XIXe siècle comme la place de la Visitation. Elle est longue de 105 mètres, large de 8 mètres, parfaitement rectiligne et orientée au sud-est. Elle rencontre la rue d'Alsace-Lorraine, avant de se terminer en débouchant à l'ouest de la place Victor-Hugo, face au marché du même nom.
La chaussée compte une seule voie de circulation automobile en sens unique, de la rue d'Alsace-Lorraine vers la rue de Charles-de-Rémusat, d'une part, et de la rue d'Alsace-Lorraine vers la place Victor-Hugo, d'autre part. Elle appartient à une zone de rencontre et la vitesse y est limitée à 20 km/h. Il n'existe pas de bande, ni de piste cyclable, quoiqu'elle soit en double-sens cyclable.

### Voies rencontrées
La rue du Salé rencontre les voies suivantes, dans l'ordre des numéros croissants :
1. Rue Charles-de-Rémusat
2. Rue d'Alsace-Lorraine
3. Place Victor-Hugo

### Transports
La rue du Salé n'est pas directement desservie par les transports en commun Tisséo. Elle débouche cependant sur la rue Charles-de-Rémusat, parcourue par la navette Ville. Au nord, le boulevard de Strasbourg et la place Jeanne-d'Arc, sont desservis par la station de métro Jeanne-d'Arc, sur la ligne , et par les lignes de Linéo L1L8L9, de bus 152329394570 et les navettes AéroportVille. Au sud, la station Capitole, sur la ligne , se trouve sur le square Charles-de-Gaulle. 
Les stations de vélos en libre-service VélôToulouse les plus proches sont la station no 7 (6 rue du Rempart-Villeneuve) et la station no 14 (26 rue du Périgord).

## Odonymie
La rue du Salé est désignée, dans les textes du XVe siècle, comme la rue Sardane : elle devait ce nom à une porte du même nom, percée dans le rempart du Bourg, et à laquelle elle débouchait (emplacement de l'actuel marché Victor-Hugo, place Victor-Hugo),. 
À partir du XVIe siècle, c'est plutôt la rue de la Cansalade, c'est-à-dire de la « chair salée » (carn salada en occitan). Pierre Salies, qui s'étonne de la présence de charcutiers dans cette partie de la ville, soulève la possibilité d'une cacographie ancienne : ce serait plutôt la rue cancelada, c'est-à-dire « fermée [par une grille] », ce qui pourrait s'expliquer par l'abandon de la porte Sardane, dont la fermeture au XIIe siècle aurait entraîné la fermeture des rues voisines. Elle porta en tout cas ce nom jusqu'en 1794, date à laquelle on lui donna celui de rue les Équitables. En 1806, elle reprit son nom primitif, francisé sous la forme actuelle.

## Patrimoine et lieux d'intérêt
- no  1 bis : immeuble (dernier quart du XIXe siècle)[3].
- no  2 : immeuble Bréfeil (1888, Gabriel Bréfeil)[4].

- no  5 : immeuble Descous.
Un immeuble de trois étages est construit au cours du XVIIIe siècle. En 1935, il est profondément remanié et surélevé par l'architecte Louis Berty pour le compte de Mme Descous. Il présente sur la rue du Salé une façade influencée par l'Art déco. Elle est bâtie en béton traité pour imiter la pierre et en partie couvert d'un plaquis de brique. Le 1er étage, percé de trois fenêtres, est mis en valeur par un balcon continu qui porte un garde-corps en fer forgé. Le 2e étage est largement éclairé par un oriel, qui crée une avancée permettant de ménager une terrasse au 3e étage. L'élévation est couronnée par un large avant-toit[5].

- no  7 : immeuble (1924, Jules Calbairac)[6].